# Werner Goldberg

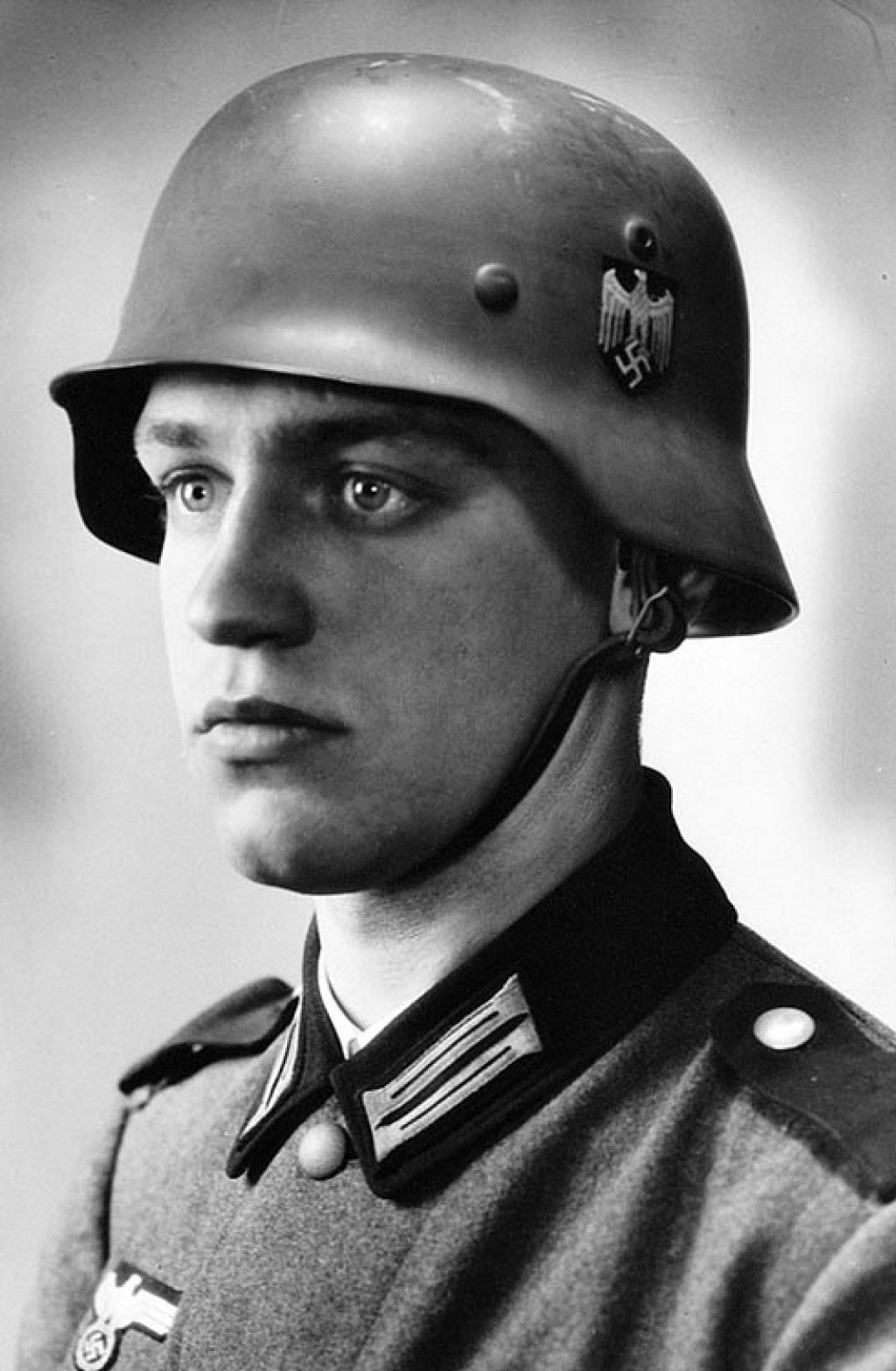
Goldbergs Bild im Berliner Tageblatt, 1939

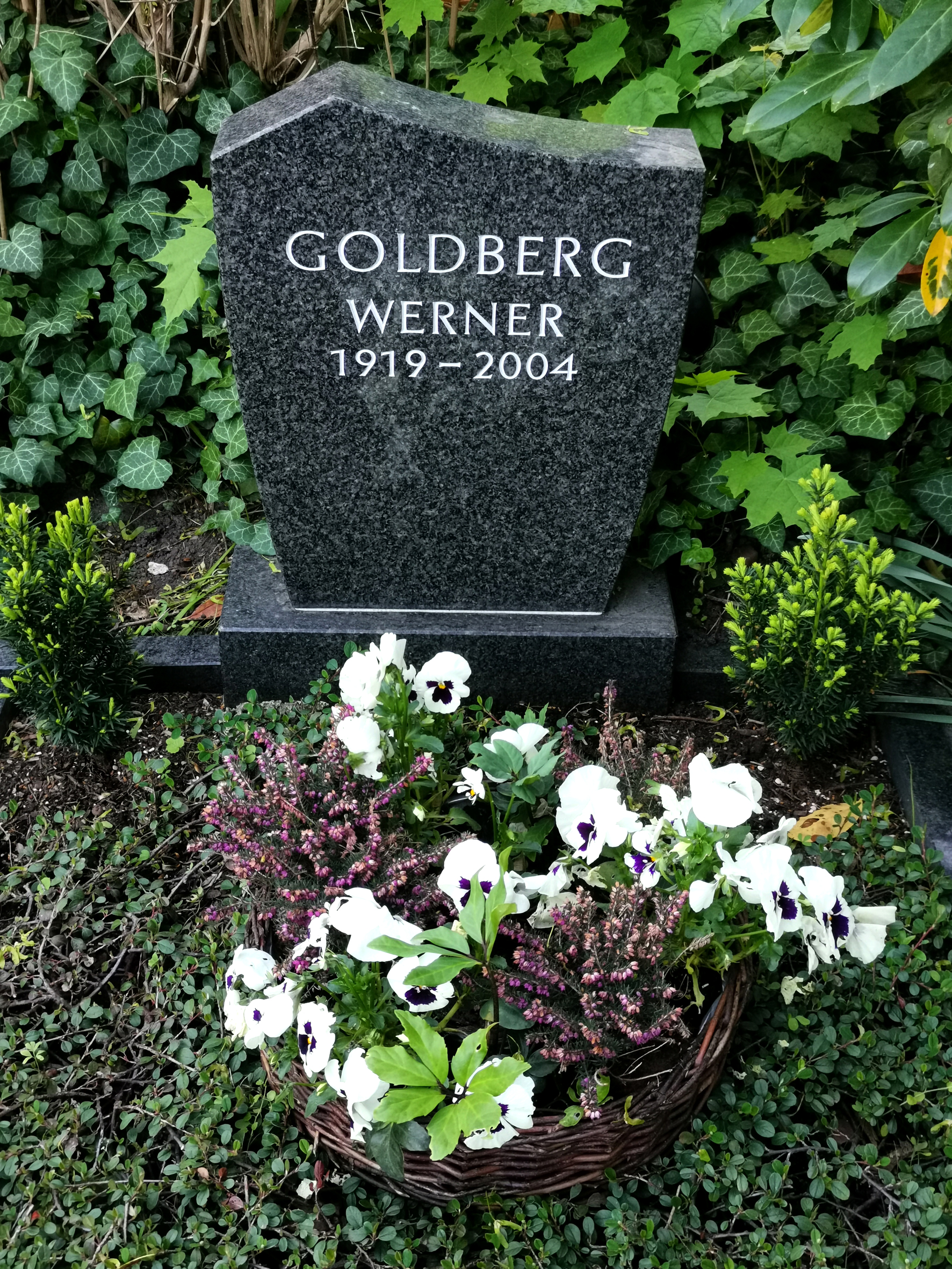
Grabstelle auf dem Friedhof Berlin-Schmargendorf

Werner Goldberg (* 9. Februar 1919 in Berlin; † 28. September 2004 ebenda) war ein deutscher Angehöriger der Wehrmacht, der als Soldat im Zweiten Weltkrieg diente und dessen Bild im Berliner Tageblatt als „der ideale deutsche Soldat“ dargestellt wurde, obwohl er nach den Nürnberger Gesetzen als „Halbjude“ galt.

## Leben
Sein Vater wuchs als Mitglied der Jüdischen Gemeinde Königsberg auf, wendete sich jedoch vom Judentum ab. Goldberg und sein Bruder Martin (* 1920) sind auf Wunsch des Vaters getauft worden. Goldberg wusste bis zur Machtübernahme der Nationalsozialisten nicht, dass sein Vater jüdischer Herkunft war. Nach der Machtübernahme wurden Verwandte von Werner Goldberg verfolgt und in Konzentrationslager deportiert. Werner Goldbergs Vater verlor seinen Arbeitsplatz, als auch in der Privatwirtschaft nach dem „Arierparagraphen“ des Gesetzes zur Wiederherstellung des Berufsbeamtentums vorgegangen wurde.
Ehe es zu ernsten Kampfhandlungen im Krieg kam, wurde er unehrenhaft entlassen.
Nach dem Zweiten Weltkrieg trat Goldberg der CDU bei. Von 1952 bis 1958 war er Mitglied der Bezirksverordnetenversammlung von Berlin-Wilmersdorf. Anschließend war er zwanzig Jahre Mitglied des Abgeordnetenhauses von Berlin. 1979 zog er sich aus der Politik zurück. Goldberg wurde 1985 als Stadtältester von Berlin geehrt.
Werner Goldbergs Geschichte wurde 2006 in der Dokumentation Hitlers jüdische Soldaten von Larry Price in Zusammenarbeit mit der Israel Broadcasting Authority dargestellt.